# Ardipithecus ramidus ramidus
Ardipithecus ramidus ramidus é uma subspécie do Ardipithecus ramidus, é um hominídeo do Plioceno descoberto em Aramis, Médio Awash, Etiópia cujos fósseis (de dezessete indivíduos) incluem dentes, partes de crânios datados em torno de 4.4 milhões de anos atrás. Quando seus fósseis são comparados com Australopithecus afarensis e com modernos primatas, os fósseis dos hominídeos de Aramis são reconhecíveis como uma nova espécie de Australopithecus, no caso, uma subspécie de A. ramidus. A sua antiguidade e morfologia sugere que ele represente um novo ramo de espécies de Hominidae.